# Liste der Botschafter der Vereinigten Staaten in Libyen
Die Liste der Botschafter der Vereinigten Staaten in Libyen bietet einen Überblick über die Leiter der US-amerikanischen diplomatischen Vertretung in Libyen seit der (Wieder-)Aufnahme diplomatischer Beziehungen bis heute.
Nachdem es 1951 seine Unabhängigkeit von Italien erklärte, haben die USA das Königreich Libyen anerkannt und beförderten ihr Generalkonsulat zur Legation. Der erste US-Gesandte war Henry Serrano Villard. 1954 erklärten die USA ihre Legation zur Botschaft; erster US-Botschafter in Libyen war John L. Tappin. Die Amtszeit von Botschafter Joseph Palmer II endete 1972; nach ihm ernannten die USA zunächst keine weiteren Botschafter für Libyen.
Nachdem ein Mob im Dezember 1979 die US-Botschaft angegriffen hatte, beriefen die USA 1980 ihren Geschäftsträger William L. Eagleton ab und schlossen ihre Botschaft; offiziell bestanden die diplomatischen Beziehungen weiterhin. Im Mai 2006 öffnete die US-Botschaft in Tripolis.
| Amtszeit                     | Name                   | Anmerkung             |
| ---------------------------- | ---------------------- | --------------------- |
| März 1952 – Juni 1954        | Henry Serrano Villard  | Gesandter             |
| November 1954 – März 1958    | John L. Tappin         | Botschafter           |
| März 1958 – Dezember 1962    | John Wesley Jones      | Botschafter           |
| Mai 1963 – Juni 1965         | Edwin Allan Lightner   | Botschafter           |
| Oktober 1965 – Juni 1969     | David D. Newsom        | Botschafter           |
| Oktober 1969 – November 1972 | Joseph Palmer          | Botschafter           |
| KEIN BOTSCHAFTER             |                        |                       |
| Mai – Oktober 2006           | Gregory L. Berry       | Geschäftsträger a. i. |
| November 2006 – Juli 2007    | Charles O. Cecil       | Geschäftsträger a. i. |
| Januar 2009 – Dezember 2010  | Gene A. Cretz          | Botschafter           |
| Mai – September 2012         | J. Christopher Stevens | Botschafter           |
| Oktober 2012 – Januar 2013   | Laurence Pope          | Geschäftsträger a. i. |
| Januar 2013 – Mai 2013       | William Roebuck        | Geschäftsträger a. i. |
| Juni 2013 – November 2015    | Deborah K. Jones       | Botschafterin         |
| November 2015 – Juni 2018    | Peter W. Bodde         | Botschafter           |
| August 2019 –                | Richard Norland        | Botschafter           |